# بير نعمة (القفر)

تعديل مصدري - تعديل

بير نعمة محلة تابعة لقرية نمير، التابعة لعزلة بني مبارز بمديرية القفر إحدى مديريات محافظة إب في الجمهورية اليمنية، بلغ تعداد سكانها 110 حسب تعداد اليمن لعام 2004.